# Les Pierrafeu et WWE : Catch préhistorique !
Pour plus de détails, voir Fiche technique et Distribution.
Les Pierrafeu et WWE : Catch préhistorique ! (The Flintstones & WWE: Stone Age Smackdown) est un film américain réalisé par Spike Brandt et Tony Cervone, sorti en 2015.

## Synopsis
Fred Pierrafeu a promis à sa femme Wilma qu'ils partiraient en vacances. Il souhaite demander des jours de congé et de l'argent à son patron, M. Slate, qui vient justement d'embaucher un parent éloigné nommé John Cenastone. Après s'être mis dans une situation délicate, Fred est sauvé par Cenastone. Fred ne reçoit pas d'argent de M. Slate et Fred ne sait pas comment annoncer la mauvaise nouvelle à Wilma.

## Fiche technique
- Titre : Les Pierrafeu et WWE : Catch préhistorique !
- Titre original : The Flintstones & WWE: Stone Age Smackdown
- Réalisation : Spike Brandt et Tony Cervone
- Scénario : Jed Elinoff et Scott Thomas
- Musique : Austin Wintory
- Montage : Bruce A. King et Kyle Stafford
- Production : Spike Brandt et Tony Cervone
- Société de production : Warner Bros. Animation et WWE Studios
- Pays :  États-Unis
- Genre : Animation, action, aventure et comédie
- Durée : 51 minutes
- Dates de sortie : 
  -  États-Unis : 10 mars 2015
  -  France : 26 novembre 2016

## Distribution
- Jeff Bergman : Fred Pierreafeur
- Kevin Michael Richardson : Barney Laroche
- Tress MacNeille : Wilma Pierrefeu
- Grey DeLisle : Betty Laroche
- Eric Bauza : Bam-Bam Laroche / Dino / Hoppy
- John O'Hurley : M. Slate
- Russi Taylor : Pépite Pierrafeu
- Brie Garcia : Brie Boulder
- Nikki Garcia : Nikki Boulder
- Bryan Danielson : Daniel Bryrock
- John Cena : John Cenastone
- Mark Henry : Marble Henry
- Vince McMahon : Vince McMagma
- Rey Mysterio : Rey Mysteriopal
- CM Punk : CM Punkrock
- The Undertaker : lui-même

## Accueil
Une critique publiée sur Indiewire qualifie le film de film qui « reproduit fidèlement les années fastes de Hanna-Barbera [qu'il] ne fait que nous donner envie de voir davantage de dessins animés des Pierrafeu ».